# Tholozodium ocellatum
Tholozodium ocellatum är en kräftdjursart som beskrevs av Eleftheriou, Holdich och Harrison 1980. Tholozodium ocellatum ingår i släktet Tholozodium och familjen klotkräftor. Inga underarter finns listade i Catalogue of Life.